# Monte di Cambio
Il Monte di  Cambio (2 081 m s.l.m.) è una delle principali cime dei Monti Reatini, in provincia di Rieti.

## Descrizione
La montagna si trova nel Lazio, tra i comuni di Leonessa e Posta, dominando tutto l'altopiano sottostante che va dal paesino di Albaneto a tutte le frazioni del comune di Leonessa, guardando a nord sulla bassa Vallonina.
Dalla vetta si scorge un interessante panorama sul Monte Terminillo, sul Gran Sasso, i Monti dell'Alto Aterno, i Monti della Laga fino ad arrivare al Monte Vettore, con il versante nord del monte che è il più suggestivo dal punto di vista naturalistico.